# Arthur Philipp Nikisch
Arthur Philipp Nikisch (* 25. November 1888 in Leipzig; † 17. Juni 1968 in Kiel) war ein deutscher Rechtswissenschaftler und Professor für Bürgerliches Recht und Arbeitsrecht. Er gilt neben Hans Carl Nipperdey und Alfred Hueck als einflussreicher Arbeitsrechtler des 20. Jahrhunderts.

## Leben
Arthur Nikisch wurde 1888 in Leipzig als Sohn des späteren Gewandhauskapellmeisters Arthur Nikisch und der Schauspielerin Amélie Nikisch geboren. Er wuchs in Boston, Budapest und seit 1893 in Leipzig auf. Ab 1898 besuchte er die Thomasschule zu Leipzig. Nach dem Abitur 1907 studierte er Rechtswissenschaften an der Albert-Ludwigs-Universität Freiburg, von 1907 bis 1908 an der Humboldt-Universität zu Berlin, 1908 an der Ludwig-Maximilians-Universität München und von 1908 bis 1909 an der Universität Leipzig. In den Jahren 1911 und 1915 legte er seine juristischen Staatsprüfungen ab. Die Promotion zum Dr. jur. mit der Dissertation Der rechtliche Charakter des Schuldbeitritts folgte 1911 bei Emil Strohal.
Nach dem Studium arbeitete er als sächsischer Verwaltungsjurist. Er wurde 1915 Rechtsassessor und 1920 Stadtschreiber in Dresden. 1923 wurde er Regierungsrat im Sächsischen Ministerium des Inneren. Von 1923 bis 1933 war Nikisch Syndikus des Verbands der Metallindustrie in Sachsen.
Er habilitierte sich 1926 mit dem Thema Die Grundformen des Arbeitsvertrags und der Anstellungsvertrag an der Technischen Hochschule Dresden. 1927 wurde er Privatdozent, 1931 außerordentlicher und 1935 ordentlicher Professor in Dresden. 1938 erhielt er einen Ruf an die Christian-Albrechts-Universität zu Kiel, 1941 an die Reichsuniversität Straßburg und 1945 an die Universität Leipzig.
Die sog. „Reichsuniversität Straßburg“ (1941–1944) und insbesondere die rechts- und staatswissenschaftliche Fakultät sollten eine Elite-Einrichtung des Nationalsozialismus werden. Sie entstand in einer Konstellation, in der zwar die staatsrechtliche Zugehörigkeit des Elsasses (und Lothringens) zu Frankreich formell nicht angetastet werden sollte, zugleich aber mit der Einsetzung einer deutschen Zivilverwaltung und vor allem der Einführung deutschen Rechts die nach dem Krieg vorgesehene endgültige Eingliederung in das Deutsche Reich vorweggenommen wurde. In diese „Reichsuniversität“ hatte man geplant, möglichst viele Mitglieder der faschistischen „Kieler Schule“ zu berufen, die bei der Entwicklung einer NS-„Jurisprudenz“ seit 1933 führend gewesen waren. Solche Berufungen waren neben Nikisch erfolgreich bei Ernst Rudolf Huber als erstem, der die Personalpolitik betrieb; bei Friedrich Schaffstein, der in Straßburg Dekan wurde, und bei Georg Dahm.
Nikisch war zuvor, in der Weimarer Republik, Mitglied der DDP gewesen und stand damals angeblich dem Nationalsozialismus distanziert gegenüber. Er trat nicht in die NSDAP und Akademie für Deutsches Recht ein. Er war 1934 Mitglied im NS-Rechtswahrerbund, seit 1935 war er Mitglied im NS-Reichskolonialbund, seit 1936 im NS-Altherrenbund. Er unterschrieb das Bekenntnis der Professoren an den deutschen Universitäten und Hochschulen zu Adolf Hitler.
Von 1945 bis 1950 war er ordentlicher Professor für Arbeitsrecht und 1947/48 Dekan der Juristenfakultät der Universität Leipzig. 1950 verließ er die Deutsche Demokratische Republik und folgte einem Ruf an die Universität Kiel, wo er bis zu seiner Emeritierung lehrte. Ab 1949 war er Mitherausgeber des Archivs für civilistische Praxis.
Arthur Philipp Nikisch war mit der Opernsängerin Grete Merrem-Nikisch verheiratet.

## Veröffentlichungen (Auswahl)
- Die Grundformen des Arbeitsvertrags und der Anstellungsvertrag. Hobbing, Berlin 1926.

- Friedenspflicht, Durchführungspflicht und Realisierungspflicht. Ein Beitrag zur Lehre von den schuldrechtlichen Wirkungen des Tarifvertrages. Böhlau, Weimar 1932.

- Der Streitgegenstand im Zivilprozeß. Mohr, Tübingen 1935.

- Das Arbeitsverhältnis im Betriebe. 2. Aufl. Deutscher Rechtsverlag,  Berlin 1944.

- Bürgerliches Recht, Bodenrecht. Verlag Bibliographisches Institut, Leipzig 1949.

- Zivilprozeßrecht. Ein Lehrbuch. 2. Aufl. Mohr, Tübingen 1952.

- (mit Rolf Dietz): Arbeitsgerichtsgesetz. Kommentar.  C. H. Beck, München 1954.

- Koalitionsrecht, Arbeitskampfrecht und Tarifvertragsrecht (= Arbeitsrecht, Bd. 2). 2. Aufl. Mohr, Tübingen 1959.

- Allgemeine Lehren und Arbeitsvertragsrecht (= Arbeitsrecht, Bd. 1). 3. Aufl. Mohr, Tübingen 1961.

- Betriebsverfassungsrecht (= Arbeitsrecht, Bd. 3). 2. Aufl. Mohr, Tübingen 1966.

- Wissenschaft und Kunst. Lebenserinnerungen. Colmorgen, Kiel 1969.

Festschrift
- Festschrift für Arthur Nikisch zum 70. Geburtstag am 25.11.1958. Mohr, Tübingen 1958.